# Jay Koorndijk
Jay Koorndijk (Amsterdam, 24 mei 2003) is een Nederlands voetballer van Surinaamse afkomst die als verdediger speelt.

## Carrière
Jay Koorndijk speelde in de jeugd van RKSV DCG, RKSV Pancratius en FC Volendam. Sinds 2020 speelt hij voor Jong FC Volendam in de Tweede divisie. Nadat het eerste elftal van FC Volendam in 2022 naar de Eredivisie promoveerde, mocht Koorndijk in de een-na-laatste wedstrijd van het seizoen debuteren in de Eerste divisie. Dit was in de met 3-2 verloren uitwedstrijd tegen FC Dordrecht op 29 april 2022. Hij kwam in de 24e minuut in het veld voor de geblesseerd geraakte Josh Flint en gaf in de 83e minuut de assist op de 3-2 van Francesco Antonucci. In juni 2022 tekende hij een contract tot medio 2025 bij Volendam. In augustus 2024 werd zijn contract vroegtijdig ontbonden wegens gebrek aan uitzicht op speelminuten in het eerste elftal.

### Statistieken

#### Senioren
| Seizoen                        | Club            | Land            | Competitie      | Competitie | Competitie | Beker | Beker | Overig | Overig | Totaal | Totaal |
| Seizoen                        | Club            | Land            | Competitie      | Wed.       | Dlp.       | Wed.  | Dlp.  | Wed.   | Dlp.   | Wed.   | Dlp.   |
| ------------------------------ | --------------- | --------------- | --------------- | ---------- | ---------- | ----- | ----- | ------ | ------ | ------ | ------ |
| 2021/22                        | FC Volendam     | Nederland       | Eerste divisie  | 1          | 0          | 0     | 0     | –      | –      | 1      | 0      |
| Totaal senioren                | Totaal senioren | Totaal senioren | Totaal senioren | 1          | 0          | 0     | 0     | 0      | 0      | 1      | 0      |
| Carrièretotaal                 | Carrièretotaal  | Carrièretotaal  | Carrièretotaal  | 49         | 3          | 0     | 0     | 2      | 0      | 51     | 3      |
| Bijgewerkt op 18 augustus 2024 |                 |                 |                 |            |            |       |       |        |        |        |        |